# Rosema ampliata
Rosema ampliata är en fjärilsart som beskrevs av Max Wilhelm Karl Draudt 1934. Rosema ampliata ingår i släktet Rosema och familjen tandspinnare. Inga underarter finns listade.